# Pionieri di Enver
L'organizzazione dei Pionieri di Enver (in albanese: Pionierët e Enverit) era un movimento pionieristico attivo nella Repubblica Popolare Socialista d'Albania intitolato a Enver Hoxha e supervisionato dall'Unione dei Giovani Lavoratori d'Albania, l'ala giovanile del Partito del Lavoro.

## Storia
L'organizzazione nacque il 10 febbraio 1942 con il nome di Debatik, acronimo di "Ragazzi Uniti di Ideali Comunisti" (Djem të Bashkuar të Ideve Komuniste), per poi cambiare nome dopo la seconda guerra mondiale in "Organizzazione dei pionieri" (Organizata e Pionierëve). Nel 1985, dopo la morte del leader comunista Enver Hoxha, l'organizzazione fu rinominata in "Pionieri di Enver".
L'associazione realizzò attività per bambini fino ai 14 anni, gestiva i campi estivi dei pionieri albanesi, i palazzi  e organizzava le loro competizioni annuali di musica, lingua, letteratura e pittura. Inoltre pubblicava la rivista scientifica Horizonti e le due più generaliste Pionieri per i bambini tra gli 8 e i 14 anni.
L'organizzazione interessò la vita scolastica e lo sviluppo accademico dei bambini che, al loro ottavo e nono anno di età, dovevano recitare un sermone per poter entrare tra i Pionieri. L'associazione poteva organizzare all'interno di una scuola delle elezioni per eleggere tra i bambini i leader scolastici.
Terminò ogni attività nel 1991 a seguito della caduta del comunismo in Albania.

## Nei media
Debatik, un film del 1961, è una produzione di fantasia dedicata alla creazione dell'organizzazione nel 1942. Guximtarët, un film del 1970, descrive i campi estivi e l'alpinismo. Shoku ynë Tili, una produzione del 1981, descrive come l'organizzazione avrebbe influito sulle vite dei bambini dal punto di vista accademico e sociale.